# 六横公路大桥
六横公路大桥，全称“宁波舟山港六横公路大桥”，是中国浙江省的大型跨海大桥项目，承载六横疏港高速公路，连接舟山市普陀区六横岛与宁波市北仑区，是《浙江海洋经济发展示范区规划》和《浙江舟山群岛新区发展规划》的重大交通项目。业主为舟山六横跨海大桥有限责任公司。2025年6月6日11时，一期通车。

## 设计

### 选址
项目全长31.12公里，横跨舟山六横和宁波北仑，起点位于六横岛孙干公路，经佛渡岛、宁波北仑区梅山岛，终于宁波北仑区柴桥街道，陆域总面积180.52公顷，其中六横范围陆域面积70.29公顷（不含安置用地面积）。项目总投资约175.34亿元，建设共计24093.5米特大桥4座，550米隧道1座，互通枢纽3处，并按高速公路标准建设，公路等级Ⅰ级，设计时速100公里，其中，起点至梅山互通段采用26米双向四车道，梅山互通至终点段采用33.5米双向六车道。

### 可行性研究
项目起点为舟山六横岛，接孙干公路，经六横南岙、佛渡岛、北仑梅山岛、春晓街道、昆亭，项目终点为柴桥，接穿山疏港高速，路线全长约31.3公里（舟山段长约16.8公里、宁波段长约14.5公里），海域路线长约16公里。全线设特大桥4座全长24039.5米，互通立交5处（含预留昆亭枢纽）、管理中心1处、停车区1处、养护工区1处、匝道收费站2处、主线收费站1处、交警/路政管理用房各1处、超限检查站1处，以及其它综合设施。
主线桥梁共14座，总长27.5665公里，其中海域桥梁长约16.354公里（连续桥长约11公里）。主线采用高速公路标准建设，设计速度100公里/小时，起点至梅山互通段采用双向四车道，路基宽度26米；梅山互通至终点段采用双向六车道，路基宽度33.5米。桥涵设计荷载等级为公路-Ⅰ级。
各通航孔桥梁推荐方案：
| 通航孔桥       | 桥型                    | 桥长   | 跨径布置                      | 通航等级                     |
| -------------- | ----------------------- | ------ | ----------------------------- | ---------------------------- |
| 双屿门大桥     | 钢箱梁悬索桥            | 3133米 | （9×50+1708+13×75）米         | 3.5万吨级散货船、3万吨级油轮 |
| 青龙门一号大桥 | 钢箱梁斜拉桥            | 1248米 | （70+70+106+756+106+70+70）米 | 5万吨级散货船、油轮          |
| 青龙门二号大桥 | 连续钢箱梁桥+独塔斜拉桥 | 760米  | （120+400+120+60+60）米       | 5000吨级集装箱船、杂货船     |
| 梅山港大桥     | 连续刚构桥              | 290米  | （75+140+75）米               | 500吨级杂货船                |

### 初步设计评审
新建高速公路31.433公里，全线共设桥梁11座、总长26819.34米（其中跨海特大桥4座），中短隧道910米/2座，互通立交5处。项目概算总投资约176.4亿元。工程总工期60个月。

### 初步设计批复
项目起于舟山六横干岩互通，顺接孙干公路，经六横南岙、佛渡岛、北仑梅山岛、春晓，终于北仑柴桥，接穿山疏港高速和规划杭甬高速复线，路线全长约29.59公里，按高速公路标准建设，设计速度100公里/小时，路线起点至梅山互通段为双向四车道高速公路，梅山互通至终点段为双向六车道高速公路，项目概算总投资176.49亿元；其中一期工程（梅山互通至终点段），总长约10.81公里，全线布设桥梁6座，隧道2座，互通立交3处（梅山互通、昆亭枢纽、柴桥枢纽），匝道收费站1处及其他必要服务设施。采用PPP模式实施，2021年开工，计划建设工期4年，投资估算约43.9亿元。

### 环境影响评价（第二次）
工程起于六横岛西南，起点在干岩村外干岩南侧，顺接孙干公路，通过孙干公路连接六横北部作业区，主线起点位置设置干岩互通和主线收费站，随后路线向西展线跨越小郭巨围垦，到达火烧山嘴；路线在火烧山嘴入海后设置双屿门特大桥跨过双屿门水道，向西到佛渡岛设置佛渡互通，随后设置青龙门大桥跨越青龙门水道，在梅山岛登陆，设置梅山互通，路线向西北延伸，跨越梅山水道到达春晓街道，预留昆亭枢纽，随后向西北至北仑柴桥，路线终点接杭甬复线二期，并设柴桥双T型互通向北与穿山疏港高速相接，路线全长约29.588公里。工程将分期实施，其中一期工程实施范围为K19+401～K30+200梅山互通至路线终点段，路线总长约10.81公里；二期工程实施范围为K0+000～K19+401路线起点至梅山互通段，路线总长约18.78公里。

### 海域申请
项目全长29.59公里（舟山段16.26公里、宁波段13.33公里），总投资为1764928万元。项目用海面积400.5109公顷，其中宁波北仑海域14.9245公顷、舟山普陀海域385.5864公顷，用海类型为交通运输用海（一级类）中的路桥用海，用海方式为填海造地、跨海桥梁、透水构筑物、港池、蓄水等（二级方式）。

### 二期工程施工招标
全线共设主线桥梁约17764米，其中特大桥3座约16877米，大桥2座约887米；设互通立交2处，匝道收费站1处，主线收费站1处，管理中心1处、养护工区1处，停车区1处，交警和路政管理用房各1处、超限检查站1处以及必要的综合用房等设施。概算金额约132.89亿元，计划工期57个月。
特大桥包括：
| 通航孔桥   | 桥型                 | 桥长       | 跨径布置                      |
| ---------- | -------------------- | ---------- | ----------------------------- |
| 积峙桥     | 预制T梁+组合梁桥     | 5486.391米 |                               |
| 双屿门大桥 | 双塔单跨钢箱梁悬索桥 | 2882米     | （486+1768+628）米            |
| 青龙门大桥 | 三塔双索面斜拉桥     | 2212米     | （119+231+756+756+231+119）米 |

中国铁建大桥局、中国铁建港航局联合体成功中标六横公路大桥二期工程。其中，双屿门大桥是世界最大跨度单跨吊钢箱梁悬索桥，也是国内最大跨度的跨海桥梁，主跨1768米，采用半漂浮体系设计。大桥索塔采用刚构式门型塔身，六横岛一侧塔高246.3米，佛渡岛一侧塔高254米。佛渡岛与梅山岛之间的青龙门大桥是世界最大跨度的三塔钢箱梁斜拉桥，双主跨756米，采用半漂浮体系设计，主塔为钻石型塔，三塔高度均为249米。

## 建设历程
- 2013年3月18日，国家发展和改革委员会正式批复《宁波－舟山港六横公路大桥项目建议书》，大桥项目正式立项[13]。
- 2014年11月底，大桥项目选址正式获得浙江省建设厅核准[5]。
- 2017年1月5日，大桥项目建设用地预审获得浙江省国土资源厅批准[2]。
- 2017年2月4日，大桥项目可行性研究报告获得浙江省发展和改革委员会以“浙发改函〔2017〕33号”文件批复[14]。
- 2017年2月23日，舟山市六横跨海大桥建设指挥部对项目勘察设计发布公开招标公告[3]。
- 2017年12月，大桥工程初步设计通过专家评审[6]。
- 2020年6月19日，大桥工程初步设计获得浙江省发展和改革委员会批复[8]。
- 2021年9月23日，大桥工程环境影响报告书编制重新进行公开招标[9]。
- 2022年4月28日，大桥工程海域申请获批[10]。
- 2022年5月31日，大桥增资扩股、资金管理、投资补偿等3个协议正式签约[15]。
- 2022年6月，大桥二期工程施工图设计通过专家组审查[16]。
- 2022年8月16日，大桥一期工程首座隧道（吴家隧道）全面开工，同日，梅山侧桩基施工全部完成[17]。
- 2022年11月2日，二期工程开工[18]。
- 2025年6月6日，一期通车[4]。